# ستانيسلاف أسييف
ستانيسلاف أسييف ( (بالأوكرانية: Станіслав Асєєв)‏ ؛ من مواليد 1 أكتوبر 1989) كاتب وصحفي أوكراني، وناشط في مجال حقوق الإنسان، ومؤسس صندوق مبادرة العدالة. أشهر أعماله رواية معسكر التعذيب في شارع الفردوس [الإنجليزية] (2020). وعندما سقطت مدينته دونيتسك تحت سيطرة المسلحين الروس في مايو 2014، بقي فيها. وخلال الفترة من 2015 إلى 2017، نشر أسييف تقاريره (تحت الاسم المستعار ستانيسلاف فاسين) لصحيفة ميرور ويكلي ووسائل الإعلام الأوكرانية الأخرى. وفي 2 يونيو 2017، اختفى. في 16 يوليو من نفس العام، أكد وكيل وزارة أمن الدولة في جمهورية دونيتسك الشعبية أنه اختطف على يد مسلحين من جمهورية دونيتسك الشعبية.

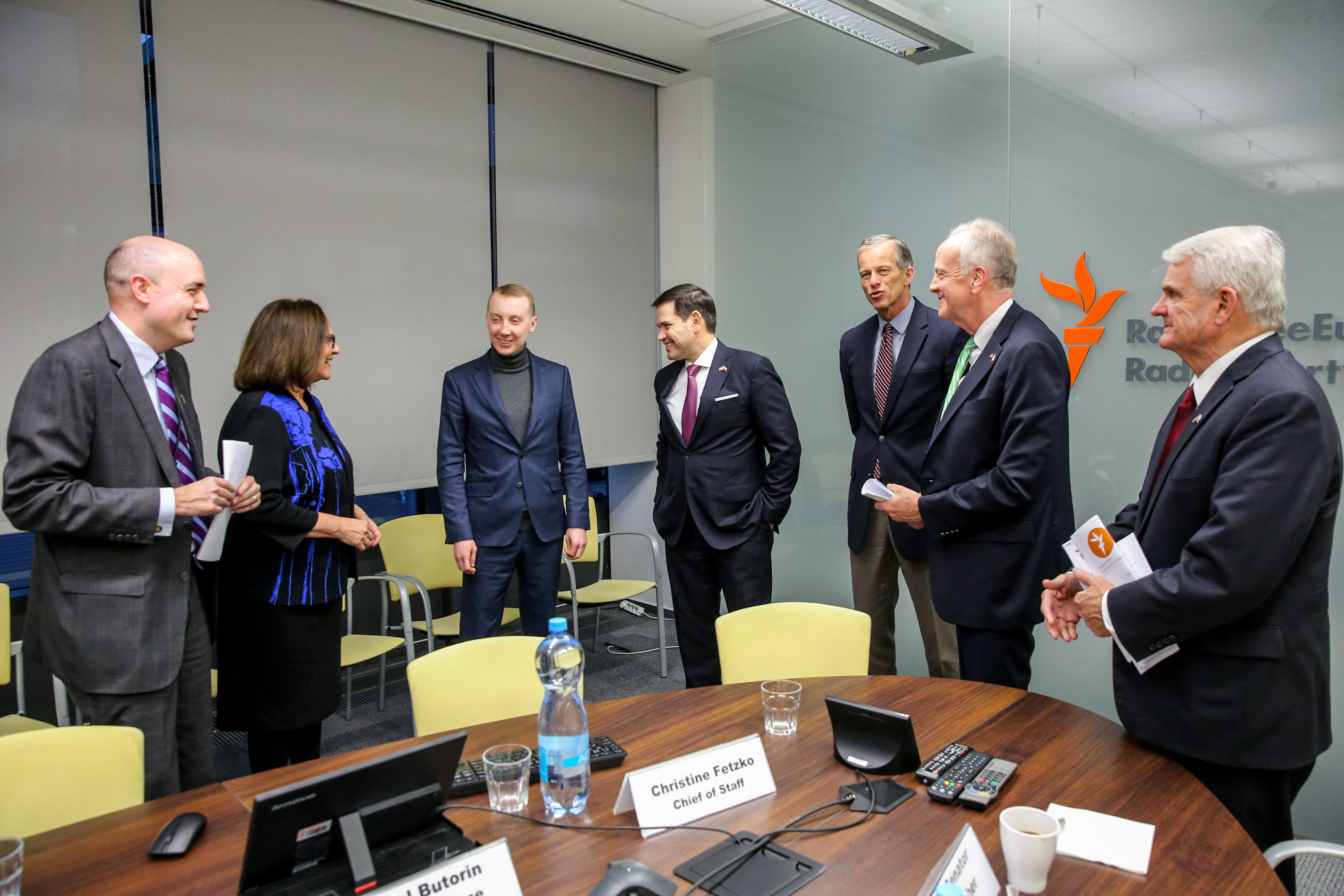
ستانيسلاف أسييف مع أعضاء مجلس الشيوخ الأمريكي في مكتب راديو ليبرتي في براغ

على الرغم من الدعم الدولي له، حُكم عليه بالسجن لمدة 15 عامًا وقضى 962 يومًا في سجن إيزولياتسيا. وأطلق سراحه كجزء من عملية تبادل أسرى وسلم إلى السلطات الأوكرانية في 29 ديسمبر 2019.

## سيرة شخصية
ولد أسييف في دونيتسك عام 1989. في عام 2006، تخرج من المدرسة الثانوية في مدينة ماكيفكا وبدأ دورات في معهد المعلوماتية والذكاء الاصطناعي بجامعة دونيتسك التقنية الوطنية، حصل على درجة الماجستير في الدراسات الدينية مع مرتبة الشرف في عام 2012. وشملت اهتماماته الفلسفية علم الوجود الفرنسي والألماني في القرن العشرين.
وبحسب سيرة ذاتية منشورة في مجلة يونوست، بعد التحاقه بالجامعة، سافر إلى باريس، حيث تقدم للخدمة في الفيلق الأجنبي الفرنسي، ثم عاد إلى أوكرانيا وجرب العديد من المهن مثل متدرب في أحد البنوك، وحفار قبور، عامل في شركة بريدية، ومساعد متجر.

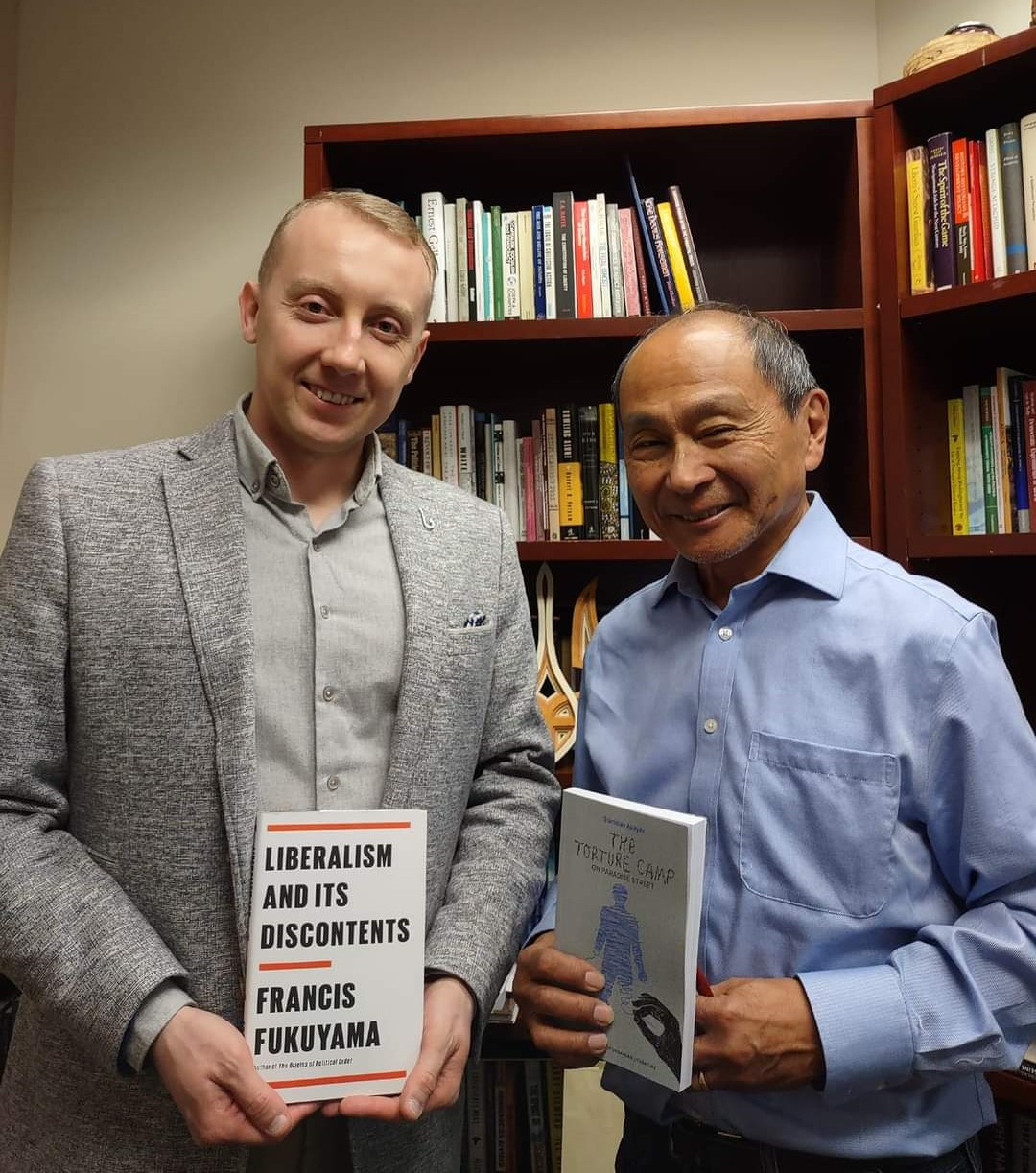
فرانسيس فوكوياما مع ستانيسلاف أسييف في جامعة ستانفورد